# Захаров, Владимир Яковлевич
Владимир Яковлевич Захаров (30 сентября 1954 — 1 февраля 2019) — российский деятель культуры и искусства, известный, прежде всего, как художник-кукольник. Робототехник, организатор и руководитель (с 1992) Театра кукол «2+Ку». Член «Томского союза художников».

## Биография
Родился в 1954 году в русской семье в Узбекской ССР в городе Алмалык, в 50 километрах южнее Ташкента. В 1972 году окончил Алмалыкскую школу № 16 и отправился в Томск для поступления в политехнический институт.
Сайт информационного агентства ТВ2 в феврале 2019 года сообщал о Владимире Захарове:
…В четвёртом классе совместно с сестрой создал школьный перчаточный театр кукол. Окончил Томский политехнический институт по специальности «кибернетика электрических систем», работал инженером-конструктором в НИИ технологии машиностроения в секторе роботов и занимался разработкой и внедрением роботов, автоматизацией технологических процессов. 
С 1987 года работал конструктором кукол в Областном театре кукол «Скоморох» (спектакли «Было или не было» — по «Мастеру и Маргарите» М. Булгакова, «Котлован» по А. Платонову, «Русалочка», «Гиубал Вахазар» и другие). 
Он изобрёл уникальную куклу на запястье с полной механикой оживления. В 1991 году основал свой театр «2+Ку», где занимался абсолютно всем: создавал кукол, писал сценарии, играл, делал декорации. 
В 2004 году на 400-летие подарил городу Томску современное здание театра — сундук со сказками. В этом «сундуке» хранились сказки для детей и взрослых, которые самый известный томский сказочник рассказывал публике каждый уик-энд — «Про ёжика», «Маленький принц», «Перелётный заяц»…
Томский политехнический институт Владимир Захаров закончил в 1978 году и получил распределение в «секретное» Министерство общего машиностроения СССР (ныне корпорация «Роскосмос»). В 1978—1986 годах работал в НИИ технологии машиностроения (томский филиал), где занимался системами мехатроники: синтеза автоматизированных электромеханических и механических систем с кибернетическими системами. Однако простая работа с техническими устройствами оказалась недостаточно интересна Владимиру Захарову.
Цитата:
«Я всё ещё работал в НИИ, когда приступил к буфету для спектакля „Было или не было“, который ставил Роман Виндерман по роману Михаила Булгакова „Мастер и Маргарита“ в театре куклы и актёра „Скоморох“. Но вскоре понял, что ничего не успеваю, что в театре интереснее и надо выбирать. Уход из НИИ был непростым и решался на уровне райкома партии. Потому что, кроме того, что я разрабатывал и внедрял роботов, я ещё автоматизировал технологический процесс на гормолзаводе и кирпичном заводе, чинил системы управления роботов, влезал в систему управления станков с ЧПУ. Этого никто не делал. Меня надо было кем-то заменить, и они сформировали группу из 14 специалистов».
В 1985 году Владимир женился и полностью посвятил себя искусству. Основным местом творческой деятельности Захарова стал городской клуб самодеятельной песни «Пьерро» при Томском горкоме ВЛКСМ, где Владимир стал одним из активных членов, а затем и президентом клуба. Заметная роль клуба в творческой среде города определялась разнообразием направлений деятельности и инициатив, исходивших от его участников — самодеятельный туризм по природным окрестностям города, конкурсы бардовской песни, новые молодёжные танцевальные объединения (брейк-данс и другие), попытки создания среды для вольных художников города «Томский Арбат»… Позже Владимир Захаров идёт работать в театр куклы и актёра, реформируемый Романом Виндерманом, где навыки робототехника привели Захарова к мысли создания автоматизированных кукол, и он решил ввести в сюжет действующего[как?] деревянного кукольного персонажа.

### Театр «2+Ку»

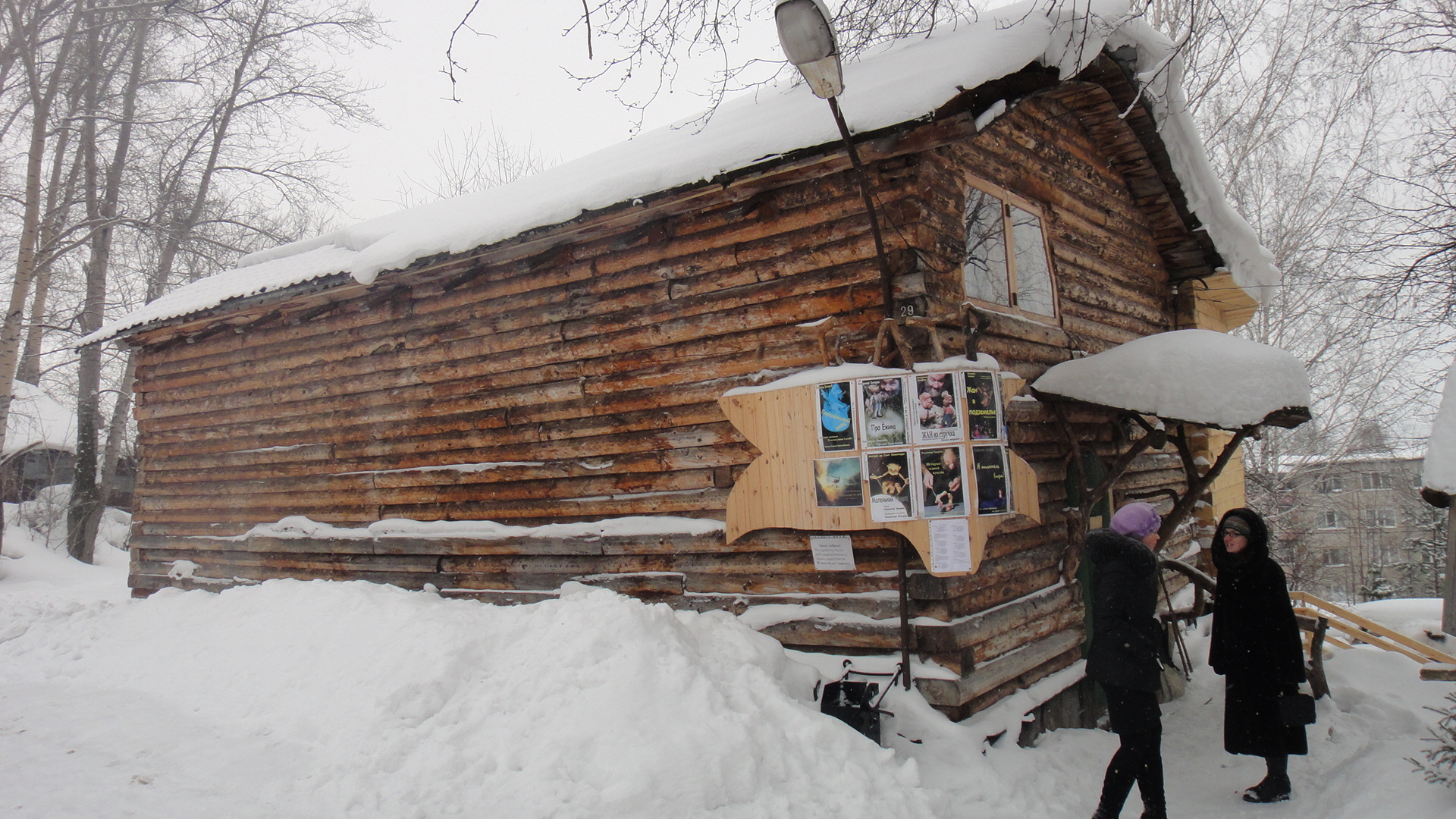
Здание кукольного театра в Южном переулке

В 1991 году Владимир Захаров с супругой основали авторский театр «2+Ку», где Владимир стал мастером-кукольником, рабочим сцены, режиссёром-постановщиком, а также сценаристом-философом. Практически сразу же куклы и мини-театр стали важной достопримечательностью Томска.
Первое время театр Владимира Захарова располагался в Университетской роще, в созданном им и его супругой неформальном молодёжном интеллектуальном творческом учреждении «Кафе-клуб „Ку-ку-ш-ка“», которое располагалось в цокольном этаже здания Томского экономико-юридического института. Здесь в кафе проходили не только спектакли театра «2+Ку», но и выступления бардов, самодеятельных литературно-творческих и музыкальных коллективов, здесь даже издавался самостийный молодёжный журнал «Перекрёсток». В то же время кафе славилось своей кухней и невысокими ценами, позволяющими здесь обедать студентам окружающих томских вузов. В периоды между спектаклями театра «2+Ку» в зале кафе с посетителями «общались» куклы Владимира Захарова. К сожалению, кибернетизированные системы «живых кукол» стали объектом внимания не только ценителей культуры и творчества, но и вандалов. Несколько раз коллекция кукол в кафе подвергалась порче и кражам. Подобные случаи больно ранили Владимира Захарова. Другой раной стало расхождение его философии жизни и творчества с путём жизни, бизнеса и творчества его близкого человека. После нескольких кризисных ситуаций кафе претерпело несколько реорганизаций, Захаров ушёл работать сначала в помещения Томского городского Дома учёных (1997), затем создал свой мир — Театр живых кукол «2+Ку» в стилизованном домике по адресу: Южный переулок, 29.
Всего Владимир Захаров создал и играл более 15 спектаклей по собственным пьесам и текстам других авторов. В декабре 2018 года в театре «2+Ку» прошла премьера новой пьесы — «История другой куклы», балет без слов, созданный специально для детей.
Кроме театра Владимир Захаров имел массу и других увлечений: занимался деревянной скульптурой малых форм; писал стихи, песни, сказочную прозу; снимал любительское кино: документальное и игровое; сам был актёром театра миниатюр. Во всех его постановках прослеживалась глубокая философия.

### Смерть
Поздно вечером 1 февраля 2019 года ряд СМИ города Томска сообщили о сильном пожаре «рядом с театром „2+Ку“» на Южном переулке. Ближе к полуночи ИА ТВ2 сообщило, что найденный погибший при пожаре — основатель театра «2+Ку» — Владимир Захаров, который попытался с ведром воды погасить возгорание внутри мастерской при театре, вошёл в задымленное помещение, но уже не вышел оттуда.
Владимир Захаров погиб на 65-м году жизни. Был похоронен 6 февраля в Томске на Бактинском кладбище.